# Маоз-Хаїм
Маоз-Хаїм (івр. מָעוֹז חַיִּים, букв. «Фортеця Хаїма») — кібуц в Ізраїлі. Розташований поруч із річкою Йордан у долині Бейт-Шеан, підпадає під юрисдикцію регіональної ради Емек-га-Ма'аянот. У 2019 році в ньому проживало 469 осіб. Окрім сільського господарства, у кібуці також є фабрика пластмас «Поліраз».

## Історія
Кібуц заснували 1937 року іммігранти з Польщі та Німеччини, назвавши його Маоз («фортеця»). 1938 року тут загинув Хаїм Штурман, член Га-Аґани і на його честь змінили назву.
Маоз-Хаїм заснували на землі, яка традиційно належала палестинському селу Аль-Газзавія.

## Пам'ятки

### Закумський заповідник
На південь від кібуца розташований невеликий (11 дунамів) природний заповідник дерев виду Balanites aegyptiaca, який називається заповідник Хуршат-Закум (Маоз-Хаїм), оголошений у 1968 році. «Закум» — назва цих дерев на івриті. Це, мабуть, найпівнічніше відоме поширення цих дерев у світі.

### Синагога Маоз-Хаїм

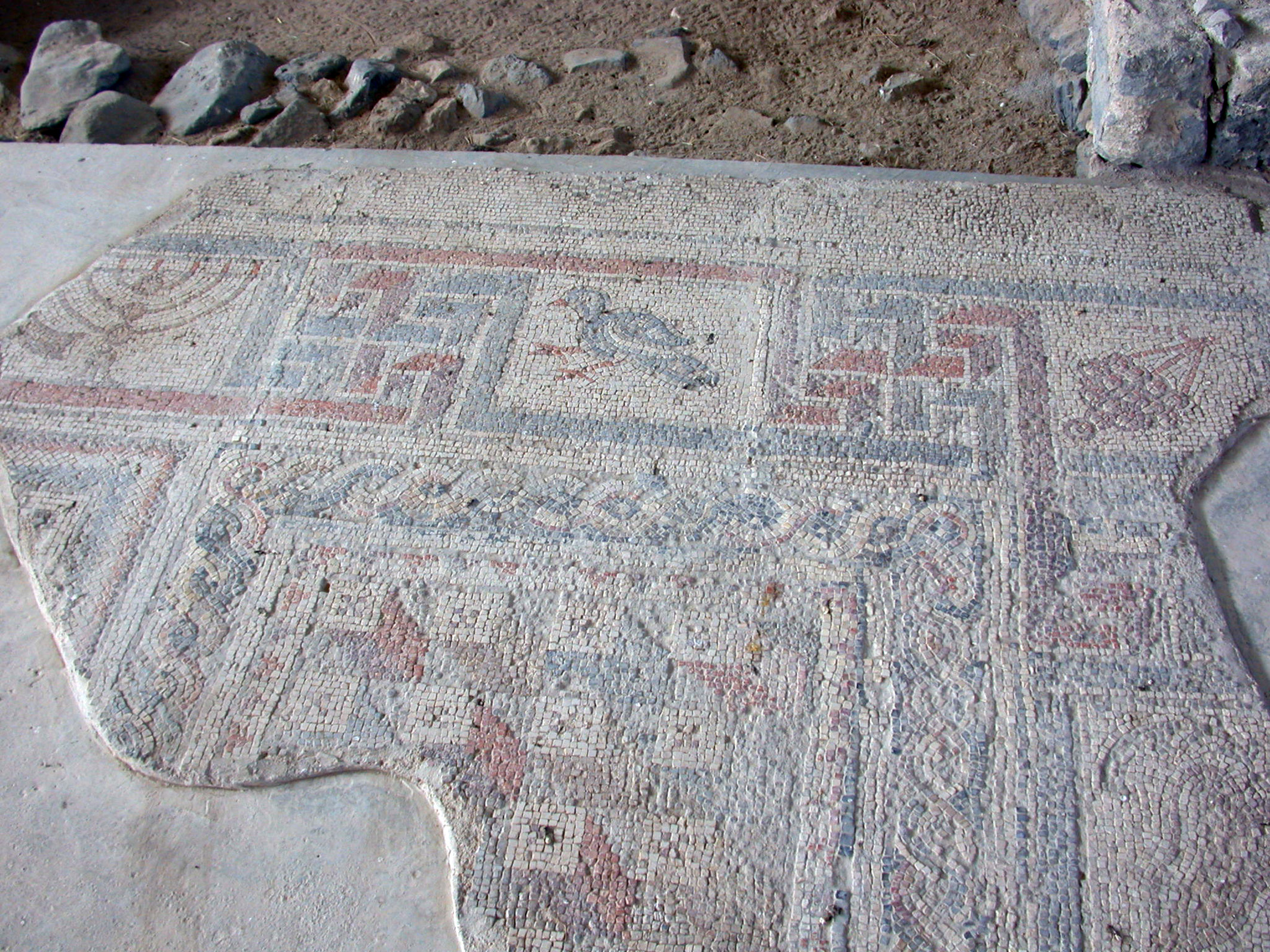
Мозаїка підлоги синагоги

У лютому 1974 року під час будівельних робіт біля Маоз-Хаїма виявили синагогу III століття. Це незвичайна археологічна знахідка, оскільки вона засвідчує розвиток синагог під час періоду, історіографія якого не є повною, за часів антиюдейського законодавства. Вона розташовувалася у великому поселенні, де служила центром поклоніння для євреїв до знищення пожежею десь на початку 7 століття.

## Видатні люди
- Двора Омер (нар. 1932) — письменниця
- Ілан Шилоах (нар. 1957) — підприємець

## Галерея

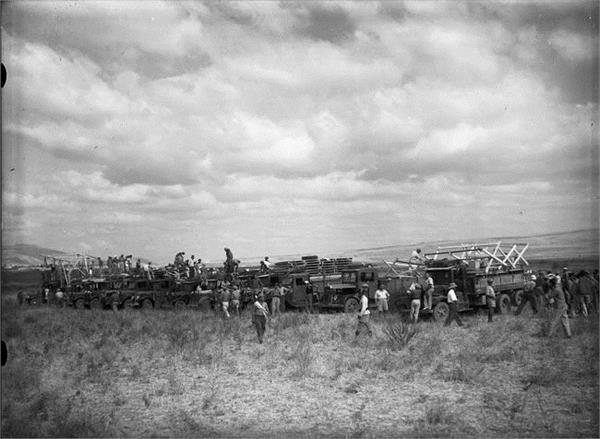
Маоз. Прибуття (липень 1937)
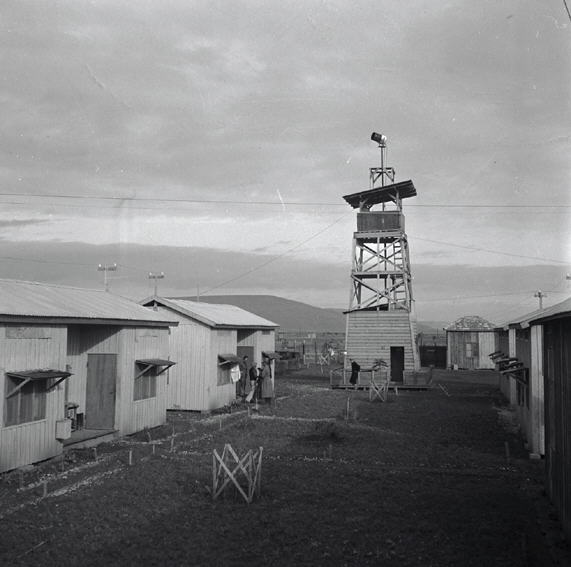
Маоз (1938)
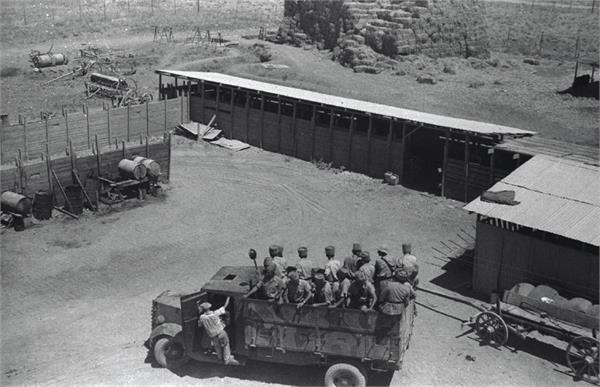
Маоз. Патруль позаштатної поліції (1938)
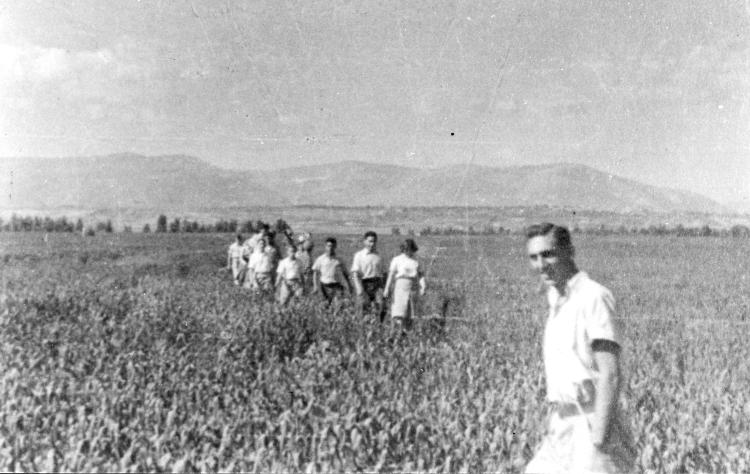
Члени кібуцу на тренувальній екскурсії (1947)

## Виноски
1. ↑  "Population in the Localities 2019" (XLS). Israel Central Bureau of Statistics. Архів оригіналу за 2 грудня 2020. Процитовано 23.01.2022.
2. ↑  Khalidi, W. (1992). All That Remains:The Palestinian Villages Occupied and Depopulated by Israel in 1948. Washington D.C.: Institute for Palestine Studies. с. 49. ISBN 0-88728-224-5.
3. ↑  List of National Parks and Nature Reserves (PDF) (івр.). Israel Nature and Parks Authority. Архів оригіналу (PDF) за 7 жовтня 2009. Процитовано 7 жовтня 2010.
4. ↑  Zakum (Maoz Haim) Nature Reserve (івр.). iNature.info. Процитовано 7 жовтня 2010.
5. ↑  Levine, Lee.
6. ↑  Levine, Lee, ed.